# Supersypnoides kirbyi
Supersypnoides kirbyi är en fjärilsart som beskrevs av Butler 1881. Supersypnoides kirbyi ingår i släktet Supersypnoides och familjen nattflyn. Inga underarter finns listade i Catalogue of Life.